# Tachina reclusa
Tachina reclusa är en tvåvingeart som beskrevs av Walker 1853. Tachina reclusa ingår i släktet Tachina och familjen parasitflugor. Inga underarter finns listade i Catalogue of Life.